# Rebelution (album của Pitbull)
| Đánh giá chuyên môn  | Đánh giá chuyên môn |
| Nguồn đánh giá       | Nguồn đánh giá      |
| Nguồn                | Đánh giá            |
| -------------------- | ------------------- |
| Allmusic             | [ 1 ]               |
| Billboard            | (mixed)             |
| Entertainment Weekly | (B-)                |
| HipHopSite.Com       | [ 4 ]               |
| Los Angeles Times    | [ 5 ]               |
| NOW                  | [ 6 ]               |
| RapReviews           | [ 7 ]               |
| DJBooth.net          | [ 8 ]               |

Rebelution là album phòng thu thứ tư của nam ca sĩ nhạc rap Pitbull, phát hành vào ngày 28 tháng 8 năm 2009. Album có sự góp giọng của nhiều ca sĩ, bao gồm Akon, B.o.B, Ke$ha, Avery Storm, Nayer, Lil Jon, The New Royales, Bass III Euro và Slim từ ban nhạc 112.

## Đĩa đơn
- Đĩa đơn đầu tiên của album là "Krazy", được sản xuất và góp giọng bởi Lil Jon. Ca khúc đã đạt được vị trí #30 trên bảng xếp hạng Billboard Hot 100 của Mỹ. "Krazy" có sử dụng một đoạn nhạc mẫu từ ca khúc "Cream" của Federico Franchi.
- Đĩa đơn thứ hai được phát hành là "I Know You Want Me (Calle Ocho)", ca khúc đã đạt được vị trí á quân trên bảng xếp hạng Billboard Hot 100. "I Know You Want Me (Calle Ocho)" là một ca khúc được phối lại từ ca khúc "75, Brazil Street" của Nicola Fasano Vs Pat Rich.
- Đĩa đơn thứ ba từ album là "Hotel Room Service", lọt vào bảng xếp hạng Billboard Hot 100 tại vị trí #8.
- Đĩa đơn thứ tư là "Shut It Down", hợp tác với Akon. Đĩa đơn được phát hành vào ngày 2 tháng 11 năm 2009, cùng với một video âm nhạc. Ca khúc này đạt vị trí #42 trên bảng xếp hạng Billboard Hot 100.
- Đĩa đơn thứ năm được phát hành là "Can't Stop Me Now", hợp tác với The New Royales. Ca khúc được phát hành vào ngày 14 tháng 6 năm 2010 cùng với một video âm nhạc.[12]

## Danh sách ca khúc
| STT | Nhan đề                                            | Sản xuất                        | Thời lượng |
| --- | -------------------------------------------------- | ------------------------------- | ---------- |
| 1.  | "Triumph" (hợp tác với Avery Storm)                | Adrian Drop Santalla, DJ Buddha | 3:19       |
| 2.  | "Shut It Down" (hợp tác với Akon)                  | DJ Snake, Clinton Sparks        | 3:46       |
| 3.  | "I Know You Want Me (Calle Ocho)"                  | Lil Jon                         | 3:57       |
| 4.  | "Girls" (hợp tác với Ke$ha)                        | Dr. Luke, Ammo                  | 3:06       |
| 5.  | "Full of Shit" (hợp tác với Nayer & Bass III Euro) | Bass III Euro                   | 3:53       |
| 6.  | "Dope Ball" (Interlude)                            | DJ Noodles                      | 1:40       |
| 7.  | "Can't Stop Me Now" (hợp tác với The New Royales)  | DJ Khalil, Chin (đsx)           | 3:14       |
| 8.  | "Hotel Room Service"                               | Jim Jonsin                      | 3:57       |
| 9.  | "Juice Box"                                        | DJ Montay                       | 3:04       |
| 10. | "Call of the Wild"                                 | Jim Jonsin                      | 3:11       |
| 11. | "Krazy" (hợp tác với Lil Jon)                      | Lil Jon                         | 3:48       |
| 12. | "Give Them What They Ask For"                      | Point Blank the Marksman        | 2:56       |
| 13. | "Across the World" (hợp tác với B.o.B)             | Jim Jonsin                      | 3:48       |
| 14. | "Daddy's Little Girl" (hợp tác với Slim)           | Play-N-Skillz                   | 3:44       |

 •  (đsx) - đồng sản xuất

## Xếp hạng
| Bảng xếp hạng (2009)            | Vị trí cao nhất |
| ------------------------------- | --------------- |
| Argentinian Albums Chart        | 5               |
| Australian Albums Chart         | 1               |
| Austrian AlbumsChart            | 19              |
| Belgian Albums Chart (Flanders) | 2               |
| Belgian Albums Chart (Wallonia) | 4               |
| Canadian Albums Chart           | 2               |
| Dutch Albums Chart              | 1               |
| French Albums Chart             | 1               |
| German Albums Chart             | 34              |
| Irish Albums Chart              | 7               |
| Italian Albums Chart            | 5               |
| Mexican Albums Chart            | 5               |
| Polish Albums Charts            | 45              |
| Spanish Albums Chart            | 9               |
| Swiss Albums Chart              | 7               |
| UK R&B Chart                    | 1               |
| U.S. Billboard 200              | 2               |